# St. Stephan (Gernrode)

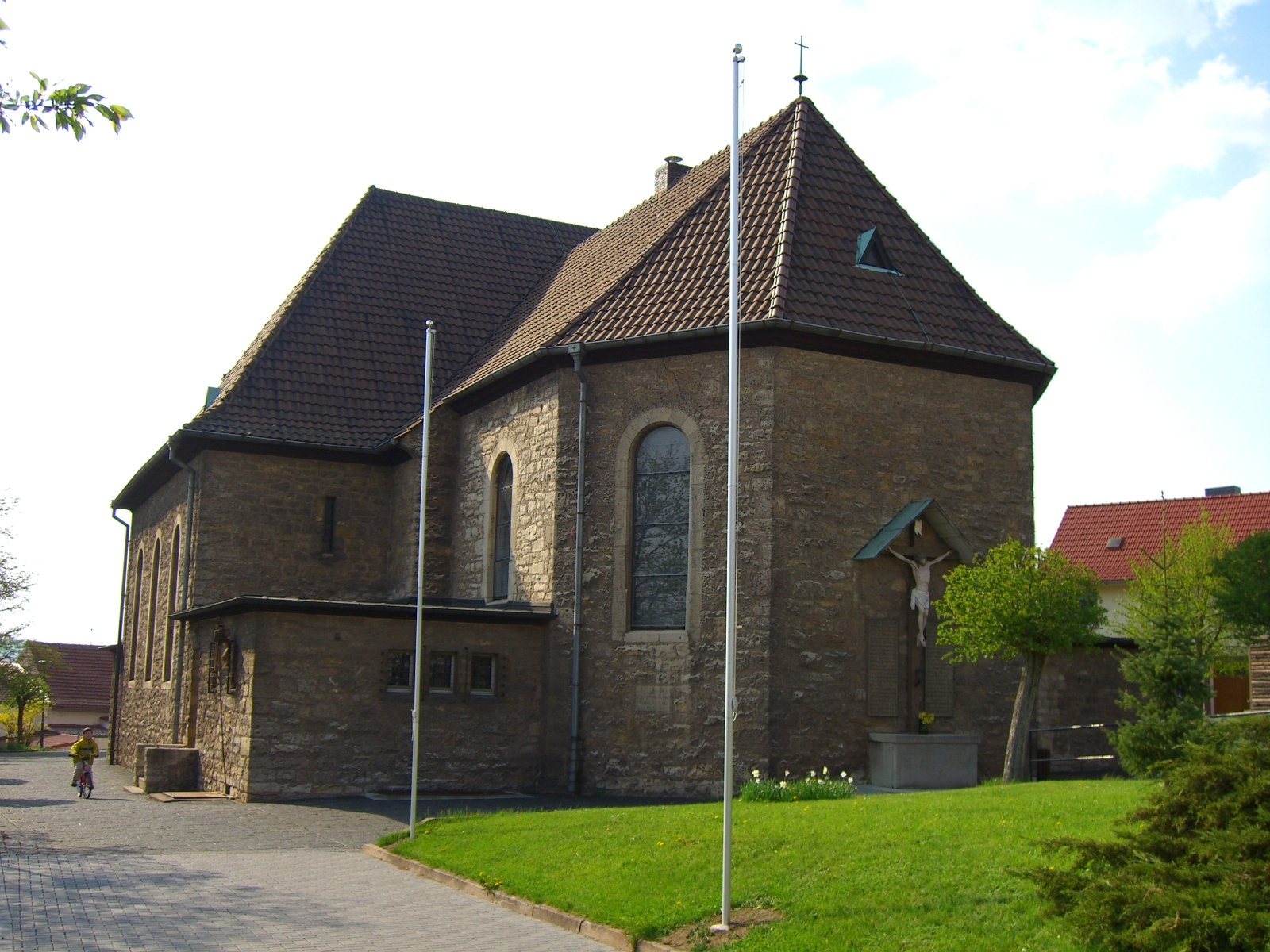
Römisch-katholische Kirche St. Stephan in Gernrode

Die römisch-katholische Filialkirche St. Stephan steht in Gernrode im thüringischen Landkreis Eichsfeld. Sie ist Filialkirche der Pfarrei St. Antonius Worbis, mit der Pfarrkirche St. Nikolaus, im Dekanat Leinefelde-Worbis des Bistums Erfurt. Sie trägt das Patrozinium des heiligen Stephanus.

## Geschichte

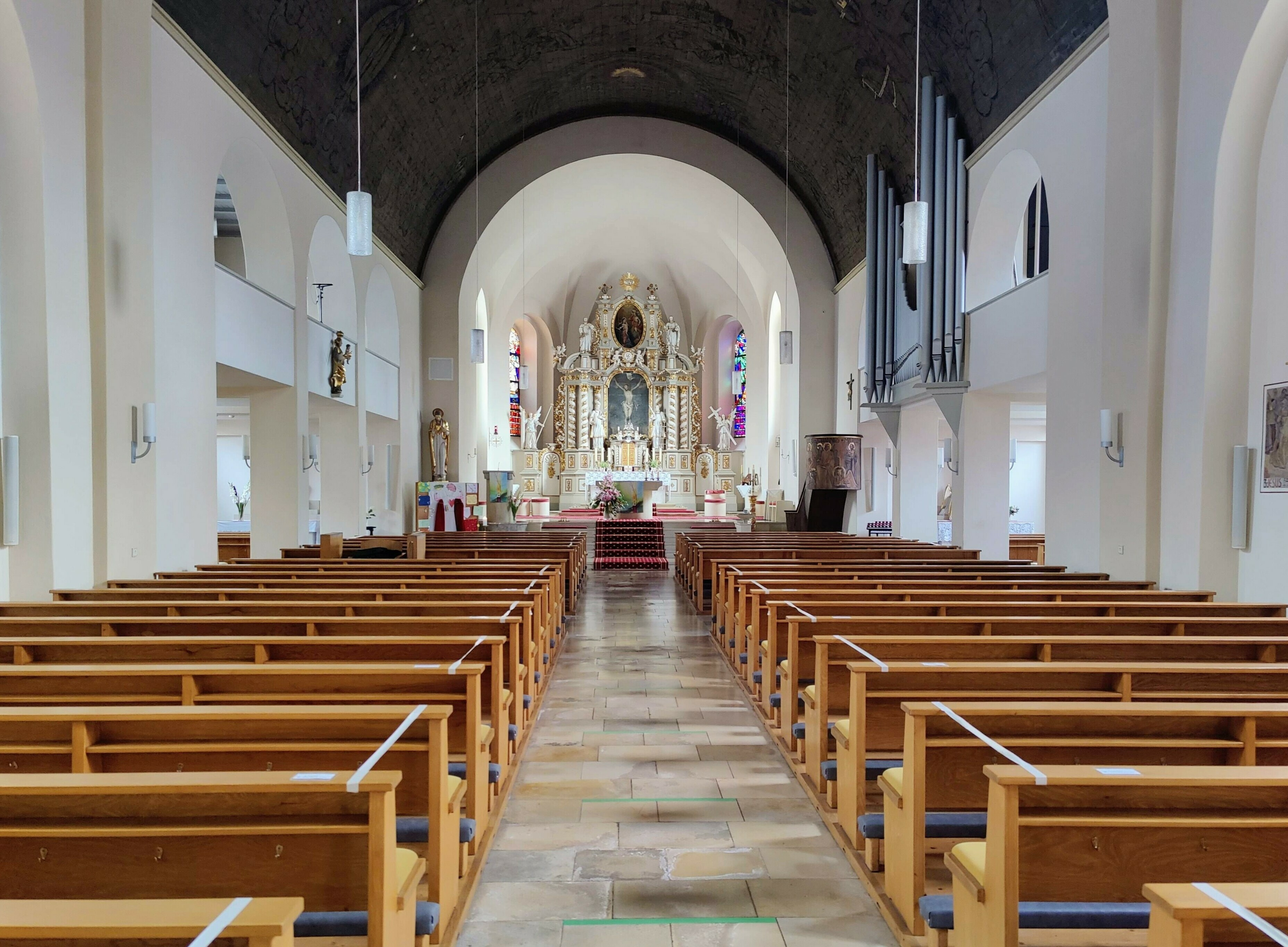
Innenansicht

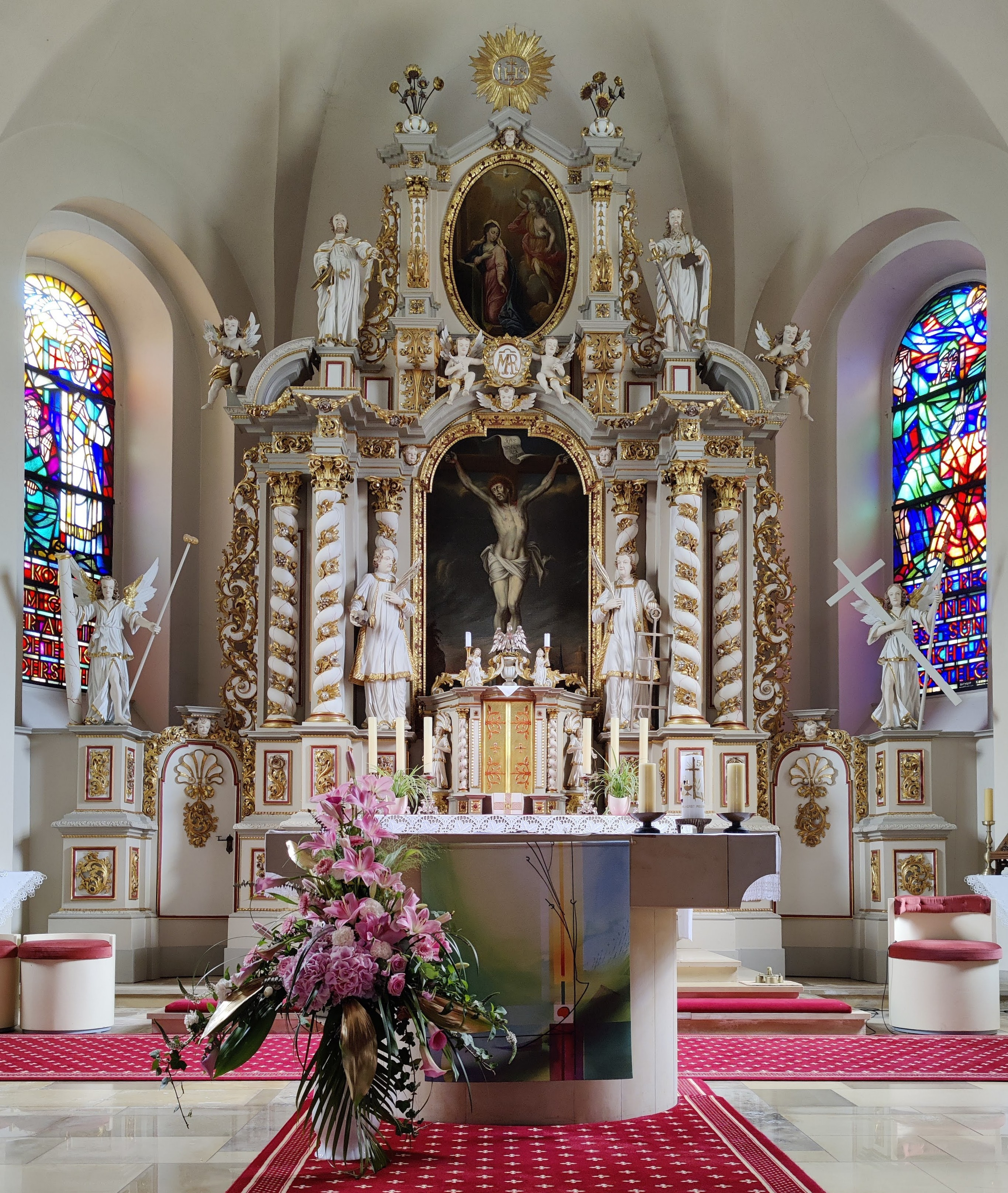
Altar

Die ältesten Teile der heutigen Kirche wurden von 1654 bis 1657 errichtet. Der Turm wurde erst 1688 fertiggestellt. Die Emporen wurden 1826 eingebaut. 1931 war die Kirche zu klein geworden, sodass die beiden Seitenemporen, der Chor, die Taufkapelle und die Sakristei angebaut wurden. Im Jahre 1933 wurde der alte Turm abgebrochen und durch einen neuen ersetzt. Sanierungen des Kircheninneren erfolgten 1990 und 2006.

## Ausstattung
Die bäuerlichen Malereien im Gewölbe mit der Darstellung der „Krönung Mariä“, von Heiligen und Erzengeln stammt von 1720 und 1740. Ebenfalls in derselben Zeit wurde der vermutlich aus dem Zisterzienserkloster Reifenstein stammende Hochaltar geschaffen. Die zugehörigen Altarbilder „Kreuzigung“ und „Maria Verkündigung“ wurden im 18. Jahrhundert angefertigt.

## Orgel

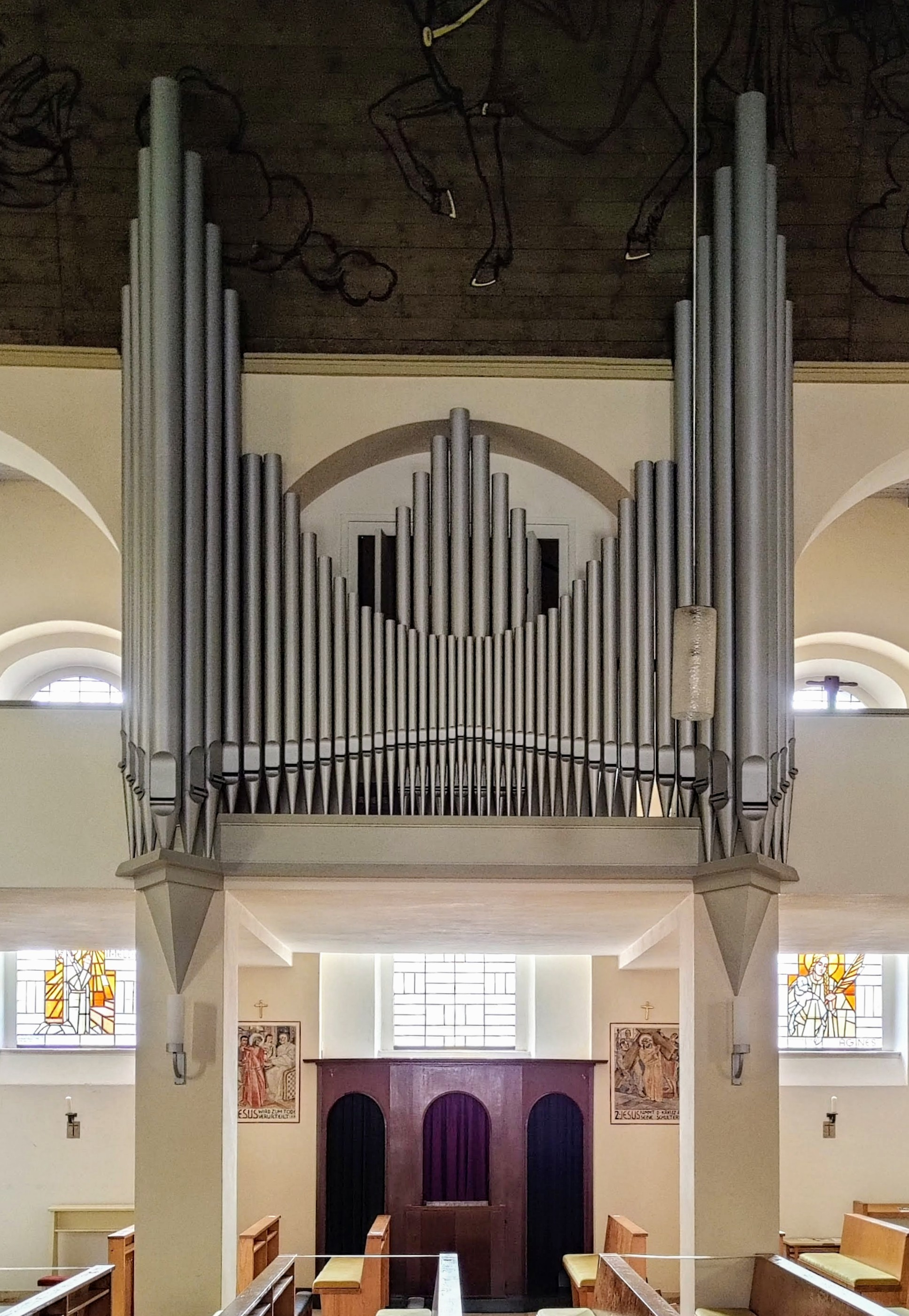
Feith-Orgel

Die Orgel wurde 1932 von Anton Feith gebaut. Das Instrument hat 26 Register, verteilt auf zwei Manuale und Pedal.